# دنيس ويغنر
دنيس ويغنر (بالألمانية: Dennis Wegner)‏ هو لاعب كرة قدم ألماني في مركز الهجوم، ولد في 10 يناير 1991 في غرايفسفالد في ألمانيا. لعب مع نادي أوسنابروك ونادي ساربروكن ونادي هالشر.

## وصلات خارجية
- دنيس ويغنر على موقع قاعدة بيانات كرة القدم.إي يو (الإنجليزية)
- دنيس ويغنر على موقع بيانات كرة القدم. دي إي (الألمانية)
- دنيس ويغنر على موقع Soccerway.com (الإنجليزية)
- دنيس ويغنر على موقع عالم كرة القدم.نت (الإنجليزية)